# Teri Gender Bender
Teresa Suárez Cosío (Denver, 15 de mayo de 1989) comúnmente conocida por su nombre artístico Teri Gender Bender, es una cantante y guitarrista mexico-estadounidense, conocida por ser la fundadora, cantante y guitarrista de la banda de rock radicada en Guadalajara, Jalisco, Le Butcherettes desde el año 2007. Con Omar Rodríguez-López, integra el grupo Bosnian Rainbows (formado en 2012), Crystal Fairy (formada en 2016) y Kimono Kult. Su desempeño artístico sobre el escenario ha sido comparado con el de Björk, Siouxsie Sioux y Karen O, y la primera etapa artística de Gloria Trevi.

## Biografía
Suárez nació en Denver, de madre mexicana y padre español, quien trabajaba como guardia en una prisión.  A la edad de 10 comenzó a tener el sueño de aprender a tocar la guitarra y logró convencer a su padre para que le comprara una. Vivió en Denver los primeros trece años de su vida, hasta que se fue a vivir a México con su madre y sus dos hermanos menores después de la muerte de su padre a causa de un ataque al corazón.
Suárez y la baterista Auryn Jolene formaron Le Butcherettes a la edad de 17 y aún asistiendo a la escuela en Guadalajara. Jolene fue posteriormente reemplazada por Normandi Heuxdaflo. La banda incorporó elementos gráficos a sus presentaciones tales como carne cruda y delantales sangrientos, al tiempo que Suárez incorporó a su nombre el "apellido" Gender Bender como una declaración feminista sobre trato que reciben las mujeres en México. Suárez conoce a Omar Rodríguez-López en una presentación local. El quedó impresionado con su presentación, cuando al momento de ocurrir un apagón durante el concierto, ella saltó hacia el público y continuó cantando con ayuda de un megáfono. Rodríguez-López firmó a Le Butcherettes con su discográfica y produjo su primer álbum Sin Sin Sin en 2011, apoyando brevemente como bajista en la banda. Suárez contribuyó lírica y vocalmente en el álbum de Rodríguez-López  Octopus Kool Aid en 2012 y estelarizó su proyecto fílmico Mi No Y Esperanza, el cual no ha sido lanzado. El álbum de Le Butcherettes Cry Is for the Flies del año 2014 fue escrito con base en su experiencia al trasladarse con su familia de México a Los Ángeles en 2012.
En febrero de 2016, lanzó una versión del tema de Depeche Mode "I Feel You", grabado junto a Omar Rodríguez-López y With Lions, estando disponible vía SoundCloud.
Suárez es vegetariana. Ella solía ser vegana pero comenzó a padecer anemia, lo que la obligó a cambiar sus prácticas alimenticias.

## Discografía

### Bosnian Rainbows
- Bosnian Rainbows Live At Clouds Hill LP (2012)
- Bosnian Rainbows LP (2013)
- TBA LP (TBA)

### Le Butcherettes
- Kiss & Kill EP (2008)
- Sin Sin Sin  LP (2011)
- iTunes Live: SXSW EP (2011)
- Cry Is for the Flies LP (2014)
- A Raw Youth LP (2015)
- Chaos As Usual (con Melvins) sencillo/split en vinilo (2015)
- Sólo Soy Pueblo (Llanto) Sencillo (2015)
- Shave the Pride Sencillo (2015)
- House Hunter Sencillo (2016)
- My Mother Holds My Only Life Line Sencillo (2016)
- bi/MENTAL LP (2019)
- Ever Fallen In Love (con Someone You Shouldn't've) Sencillo (2019)

### Omar Rodríguez-López
- Octopus Kool Aid LP (2012)
- Hiding In The Light EP (2014) as Kimono Kult
- Sworn Virgins LP (2016)
- Corazones LP (2016)
- Blind Worms Pious Swine LP (2016)
- Arañas en la Sombra LP (2016)
- Umbrella Mistress LP (2016)
- El Bien y Mal Nos Une LP (2016)
- Cell Phone Bikini LP (2016)
- Infinity Drips LP (2016)
- Weekly Mansions LP (2016)
- Zapopan LP (2016)
- Some Need It Lonely LP (2016)
- A Lovejoy (2016)
- Zen Thrills (2017)
- Chocolate Tumor Hormone Parade (2017)
- Azul, Mis Dientes (2017)
- Doom Patrol (2017)

### Crystal Fairy
- Necklace of Divorce / Drugs on the Bus Sencillo (2016)
- Crystal Fairy LP (2017)

### Teri Gender Bender
- Insect Legs (from Unspeakable Volume One compilation) (2014)
- Rebel Girl (Melvins feat. Teri Gender Bender) Sencillo (2015)
- I Feel You (con With Lions y Omar Rodríguez-López) (2016)[10]